# 久保雅義
久保 雅義（くぼ まさよし、1972年12月27日 - ）は、日本の実業家。Jリーグ・サンフレッチェ広島F.C代表取締役社長。

## 来歴
ダイイチ/デオデオおよびエディオン2代目社長・久保允誉の長男。広島市東区出身。崇徳中学校・高等学校、聖学院大学卒業。中学では陸上部、高校ではサッカー部に入部している。
その後、オフィス・デポ・ジャパン（オフィス・デポとダイイチとの業務提携により設立）に入社する。
2012年（株）サンフレッチェ広島に入社する。久保によると、球団入社時（当時允誉は球団取締役会長）から「いつかはクラブを引き継ぐだろう」という周囲の視線を感じていたという。広報および営業部長を経験、2020年12月から取締役、2024年10月から代表権を持つ。2025年1月サンフレッチェ広島代表取締役社長に就任する。

## 略歴
- 2012年 : サンフレッチェ広島入社[3]
- 2016年 : サンフレッチェ広島事業本部企画広報部部長[3]
- 2019年 : サンフレッチェ広島事業本部副本部長 兼 営業部部長[3]
- 2020年 : サンフレッチェ広島取締役[3]
- 2024年 : サンフレッチェ広島代表取締役副社長[3]
- 2025年 : サンフレッチェ広島代表取締役社長[3]